# Schleswig-Holstein Netz
Die Schleswig-Holstein Netz AG ist eine Tochtergesellschaft der Hansewerk AG und hat ihren Sitz in Quickborn. Sie übernahm Anfang 2010 als Schleswig-Holstein Netz AG die bisher von der E.ON Hanse AG betriebenen Strom- und Gasnetze in Schleswig-Holstein und Nord-Niedersachsen. Mit der Gründung der Schleswig-Holstein Netz AG schuf die HanseWerk-Gruppe die Rahmenbedingungen, um Kommunen unternehmerisch an der Gesellschaft zu beteiligen. Zum 1. Juli 2024 übergab sie den Betrieb der Energieversorgungsnetze für Strom und Gas in Schleswig-Holstein an die neu gegründete Schleswig-Holstein Netz GmbH. Diese ist eine hundertprozentige Tochter der Schleswig-Holstein Netz AG.

## Geschichte
Im Sommer 2009 stellte E.ON, der mehrheitliche Eigentümer der damaligen E.ON Hanse (heute Hansewerk), erstmals öffentlich ein Konzept für eine landesweite Netzgesellschaft mit kommunaler Beteiligung in Schleswig-Holstein vor. Hierfür wurde die Schleswig-Holstein Netz AG gegründet, welche die Geschäfte der E.ON Hanse in diesem Bereich übernahm. Das Ziel der Gründung war, mit der Schleswig-Holstein Netz AG den Kommunen eine Partnerschaft bei der Energieversorgung anzubieten. Als erste Stadt brachte sich Neumünster ein, später folgten weitere Städte und Gemeinden.
Zum 1. Juli 2019 übernahm Hansewerk die zuvor von der Schleswig-Holstein Netz betriebenen Gasnetze in den niedersächsischen Landkreisen Stade und Harburg. Dabei wurden die Gasnetze in die neu gegründete Gesellschaft ElbEnergie GmbH übertragen. Die Tochtergesellschaft NordNetz GmbH ist Netz- und Messstellenbetreiber in größeren Kommunen Schleswig-Holsteins.
Im Juli 2024 ging der gesamte Netzbetrieb von der Schleswig-Holstein Netz AG in die neu gegründete Tochtergesellschaft Schleswig-Holstein Netz GmbH über. Mit dieser Änderung der Unternehmensstruktur sollte die Finanzierung des Netzbetriebs sichergestellt und die Eigenkapitalstruktur des Unternehmens verbessert werden.

## Unternehmensstruktur
Die Struktur der Schleswig-Holstein Netz soll Kommunen unternehmerisch an den Energieversorgungsnetzen für Strom und Gas beteiligen, wobei die Zielstruktur eine Beteiligung der Kommunen zu maximal 49,9 % vorsieht.
Nach dem Auslaufen von Konzessionsverträgen („Wegenutzungsverträge“) können sich die Kommunen durch eine Beteiligung Einkünfte aus dem Netzbetrieb sichern, ohne die wirtschaftlichen Risiken einer eigenen Netzübernahme einzugehen. Ein Gewinnabführungsvertrag zwischen der Schleswig-Holstein Netz und der Hansewerk sorgt dabei für eine feste Gewinnbeteiligung, die sogenannte „Garantiedividende“. Zusätzlich schüttet das Unternehmen eine variable Gewinnbeteiligung an seine Aktionäre aus. Stand 2024 halten rund 400 Kommunen Anteile an der Schleswig-Holstein Netz Beteiligungs-AG.
Über verschiedene Gremien (z. B. Netzbeiräte) erhalten die Kommunen zusätzliche Mitspracherechte beim Netzbetrieb und -ausbau. Alle Kommunen, die einen Wegenutzungsvertrag für Strom oder Gas mit der Schleswig-Holstein Netz abgeschlossen haben, können sich beteiligen. Wegenutzungsverträge können die Kommunen aber weiterhin auch ohne Beteiligung abschließen. Hansewerk bleibt an der Schleswig-Holstein Netz mit mindestens 50,1 % beteiligt und ist damit die Muttergesellschaft der Schleswig-Holstein Netz. Da die schleswig-holsteinischen Kreise gleichzeitig rund ein Drittel der Anteile an der Hansewerk AG halten, ergibt sich eine kommunale Verwurzelung des Unternehmens.

### Netzentgelte
Im Oktober 2024 wurde angekündigt, dass die Netzentgelte der Schleswig-Holstein Netz mit dem Beginn des Jahres 2025 für Haushaltskunden deutlich um 4,5 Cent pro Kilowattstunde bzw. rund 27 % gegenüber dem Vorjahr sinken. Hintergrund dieser Senkung ist eine Senkung der Netzentgelte durch eine neue Vorschrift der Bundesnetzagentur, wonach Gebiete, die überdurchschnittlich viel Ökostrom erzeugen, zum Beispiel Schleswig-Holstein, entlastet werden sollen. Aufgrund der zahlreichen Windräder im Gebiet der Schleswig-Holstein Netz und der damit verbundenen Anschlusskosten, die sich auf vergleichsweise wenige Haushalte verteilen, hatten die Stromkunden der Schleswig-Holstein Netz die bis dahin höchsten Netzentgelte in Deutschland bezahlen müssen.

## Nachhaltigkeit und Planungen zur Energiewende
Schleswig-Holstein Netz hat Stand Mai 2024 insgesamt mehr als 100.000 Anlagen zur Erzeugung Erneuerbarer Energien an seine Netze angeschlossen. Dabei hat sich der Ausbau in den 2020er-Jahren deutlich beschleunigt, so waren 2021 erst 50.000 Anlagen angeschlossen und allein 2023 gingen rund 33.000 neue Erneuerbare-Energien-Anlagen ans Netz. Im Oktober 2023 wurde die Grenze von 10.000 Megawatt Leistung aus Erneuerbaren-Energien-Anlagen am Stromnetz von Schleswig-Holstein Netz überschritten.
Schleswig-Holstein Netz betreibt mehrere Forschungsprojekte für die Energiewende, in die jedes Jahr mehrere Millionen Euro investiert werden. Um das Potential der Erneuerbaren Energien im Norden noch stärker nutzen zu können, verfolgt der Netzbetreiber eine Doppelstrategie: zum einen die enge Kopplung zwischen dem weiteren Ausbau der Erneuerbare-Energien-Anlagen und dem der Stromnetze und zum anderen die bessere Vor-Ort-Verwertung des in der Region erzeugten Grünstroms. Bei der Modernisierung des Umspannwerkes Ahrensburg-Nord im Jahr 2024 verbaute Schleswig-Holstein Netz erstmalig als Isolationsmedium eine Schaltanlage ohne das üblicherweise in der Branche verwendete Schwefelhexafluorid (SF6), das Treibhausgase produziert. Stattdessen wird industriell gereinigte Luft als Isolationsmedium eingesetzt.
2023 plante Schleswig-Holstein Netz in seinem gesamten Gebiet rund 281 Millionen Euro für Investitionsprojekte und weitere rund 67 Millionen Euro für Instandhaltungsmaßnahmen ein. Stand 2024 ist für die nächsten Jahre die Errichtung von rund 20 neuen Groß-Umspannwerken, 100 kleineren Umspannwerken und bis zu 1.000 Kilometer 110.000-Volt-Leitungen vorgesehen.

## Außenwahrnehmung
Der Erhalt einer großflächigen Netzinfrastruktur ist nach Ansicht vieler Verbände, Organisationen und Behörden eine wichtige Voraussetzung für den Erfolg der Energiewende: Andreas Mundt, Präsident des Bundeskartellamts, warnte bereits im Frühjahr 2011 vor einer „Zersplitterung der Energienetze“. Auch der Präsident der Bundesnetzagentur, Matthias Kurth, äußerte Ende 2011 in einem Interview mit der Financial Times Deutschland seine Befürchtungen, Kommunen könnten bei Netzübernahmen die für eine erfolgreiche Energiewende erforderlichen Investitionen in die Netze nicht leisten. Zu den Aufgaben der Schleswig-Holstein Netz gehört der Erhalt des Netzgebietes in Schleswig-Holstein, das ehemals von der Schleswag übernommen wurde, sowie der weitere Netzausbau, auch um die Nachfrage nach Windenergie aus Schleswig-Holstein aus südlicheren Teilen Deutschlands zu decken. Hierzu gehören auch Erneuerungen des Netzgebietes wie der Abbau von Strommasten bei gleichzeitigem Ausbau unterirdischer Kabel.
Laut einem Urteil des Bundesgerichtshofes (BGH) im Dezember 2013 müssen Kommunen den Netzbetreiber in einem diskriminierungsfreien und transparenten Verfahren auswählen. Dies gilt auch dann, wenn eine Kommune beabsichtigt, das Netz an ein eigenes Stadtwerk zu übertragen. Nach Ansicht des BGHs müssen bei einer diskriminierungsfreien Vergabe vorrangig die Ziele Effizienz des Netzbetriebs, Verbraucherfreundlichkeit, preisgünstige und sichere Versorgung sowie Umweltverträglichkeit beachtet werden. Geklagt hatten die Stadt Heiligenhafen sowie 36 weitere Kommunen in Schleswig-Holstein, die den Netzbetrieb an ein eigenes Stadtwerk vergeben wollten. Der BGH urteilte, dass eine transparente und diskriminierungsfreie Vergabe hier nicht gewährleistet war und gab der Schleswig-Holstein Netz somit Recht.

## Sponsoring
Schleswig-Holstein Netz ist Namensgeber und Sponsor des SH Netz Cups, einer jährlich stattfindenden Ruderregatta auf dem Nord-Ostsee-Kanal. Außerdem wird der SH-Netz-Cup von einem Showprogramm begleitet, bei dem beispielsweise 2024 Bonnie Tyler auftrat. Daneben sponsert Schleswig-Holstein Netz weitere Projekte, etwa die Ausstattung von Förderkindern mit Sportkleidung oder Kleidung und Warnwesten für öffentliche Frühjahrsputz-Aktionen.